# Entedonastichus
Entedonastichus är ett släkte av steklar som beskrevs av Girault 1920. Entedonastichus ingår i familjen finglanssteklar.